# Cinquantième circonscription de la Seine
La Cinquantième circonscription de la Seine est l'une des neuf circonscriptions législatives que compte le département français de la Seine, situé en région Île-de-France.

## Description géographique
La Cinquantième circonscription de la Seine était composée de :
- commune d'Ivry-sur-Seine
- commune de Vitry-sur-Seine

Source : Journal Officiel du 14-15 Octobre 1958.

## Description historique et politique

### Historique des députations[3]
| Législature | Début de mandat | Fin de mandat   | Député         | Parti politique | Observations                                                                             |
| ----------- | --------------- | --------------- | -------------- | --------------- | ---------------------------------------------------------------------------------------- |
| Ire         | 9 décembre 1958 | 9 octobre 1962  | Maurice Thorez | PCF             | Mandat écourté à la suite d'une dissolution parlementaire décidée par Charles de Gaulle. |
| IIe         | 6 décembre 1962 | 12 juillet 1964 | Maurice Thorez | PCF             |                                                                                          |
| IIe         | 12 juillet 1964 | 2 avril 1967    | Georges Gosnat | PCF             |                                                                                          |

## Historique des élections

### Élections de 1958[3]
| Candidat       | Candidat           | Parti                     | Premier tour | Premier tour | Second tour | Second tour |  |
| Candidat       | Candidat           | Parti                     | Voix         | %            | Voix        | %           |  |
| -------------- | ------------------ | ------------------------- | ------------ | ------------ | ----------- | ----------- |  |
|                | Maurice Thorez élu | PCF                       | 23 952       | 47,1         | 26 265      | 51,08       |  |
|                | Jean Soulivet      | UNR                       | 11 768       | 23,14        | 25 157      | 48,92       |  |
|                | Élie Roussineau    | SFIO                      | 5 587        | 10,99        | Retrait     | Retrait     |  |
|                | René Liger         | MRP                       | 4 460        | 8,77         | Retrait     | Retrait     |  |
|                | Louis Lapierre     | CRR                       | 3 648        | 7,17         | Retrait     | Retrait     |  |
|                | Jean Catoli        | Divers droite (Gaulliste) | 1 438        | 2,83         |             |             |  |
|                |                    |                           |              |              |             |             |  |
| Inscrits       | Inscrits           | Inscrits                  | 65 259       | 100,00       | 65 260      | 100,00      |  |
| Abstentions    | Abstentions        | Abstentions               | 12 771       | 19,57        | 12 380      | 18,97       |  |
| Votants        | Votants            | Votants                   | 52 488       | 80,43        | 52 880      | 81,03       |  |
| Blancs et nuls | Blancs et nuls     | Blancs et nuls            | 1 635        | 3,11         | 1 458       | 2,76        |  |
| Exprimés       | Exprimés           | Exprimés                  | 50 853       | 96,89        | 51 422      | 97,24       |  |

Le suppléant de Maurice Thorez était Georges Marrane, ancien mécanicien-horloger, conseiller général, maire d'Ivry-sur-Seine.

### Élections de 1962[3]
|                | Maurice Thorez sortant réélu | PCF            | 27 703 | 58,41  |  |  |  |
|                | Victor Rochenoir             | UNR-UDT        | 14 655 | 30,9   |  |  |  |
|                | Albert Besse                 | MRP            | 5 073  | 10,7   |  |  |  |
|                |                              |                |        |        |  |  |  |
| Inscrits       | Inscrits                     | Inscrits       | 65 839 | 100,00 |  |  |  |
| Abstentions    | Abstentions                  | Abstentions    | 16 460 | 25     |  |  |  |
| Votants        | Votants                      | Votants        | 49 379 | 75     |  |  |  |
| Blancs et nuls | Blancs et nuls               | Blancs et nuls | 1 948  | 3,94   |  |  |  |
| Exprimés       | Exprimés                     | Exprimés       | 47 431 | 96,06  |  |  |  |

Le suppléant de Maurice Thorez était Georges Gosnat. Georges Gosnat remplaça Maurice Thorez, décédé, du 12 juillet 1964 au 2 avril 1967.